# Netzbach
Netzbach es un municipios de Alemania localizado en el distrito de Rin-Lahn, en el estado de Renania-Palatinado. Pertenece al Verbandsgemeinde de Hahnstätten.